# Ilie Ivanciuc
Ilie Ștefan Ivanciuc (Moara, 26 de julio de 1971) es un ex–jugador rumano de rugby que se desempeñaba como apertura.

## Selección nacional
Fue convocado a los Stejarii por primera vez en octubre de 1991, con solo 20 años, para enfrentar a los Flying Fijians y disputó su último partido en junio de 1995 ante los Wallabies. En total jugó seis partidos y solo marcó nueve puntos; producto de dos penales y un drop.

### Participaciones en Copas del Mundo
Disputó las Copas del Mundo de Inglaterra 1991 en la que los Stejarii solo obtuvieron una victoria y resultaron eliminados en primera fase y Sudáfrica 1995 donde fueron derrotados en todos los partidos, resultando nuevamente en la eliminación de Rumania en fase de grupos.
| Mundial                       | Sede       | Resultado    | PJ | Tries |
| ----------------------------- | ---------- | ------------ | -- | ----- |
| Copa Mundial de Rugby de 1991 | Inglaterra | Primera fase | 1  | 0     |
| Copa Mundial de Rugby de 1995 | Sudáfrica  | Primera fase | 3  | 0     |